# Ліцей № 1 імені Івана Франка Дрогобицької міської ради
Ліцей № 1 імені Івана Франка Дрогобицької міської ради (до 2019 року Середня школа № 1 імені Івана Франка) — загальноосвітній навчальний заклад  I-III ступенів.

## Історія

### Українська приватна гімназія (1918-1940)
У 1918 році в Дрогобичі відкрилася Українська приватна гімназія імені Івана Франка. Її перша будівля розташовувалася за сучасною адресою: вул. Тарнавського, 44.
Згодом гімназія переїхала на сучасну вулицю Івана Чмоли, але стабільне зростання кількості учнів, яка до навчального року 1922/23 досягала 221 особи, вимагало спорудження нового просторого приміщення.
У 1923 році було створено громадський комітет на чолі з Володимиром Ільницьким, який займався збором коштів на будівництво нового приміщення гімназії. Переважно кошти надходили від пожертв української громади.
Будівництво тривало з 1926 по 1929 роки. Автором проєкту став архітектор Євген Нагірний. Вартість проєкту склала близько 500 тисяч злотих.
Після відкриття нового приміщення гімназія переїхала туди, а в старій будівлі почала діяти Початкову школу імені Тараса Шевченка.
Гімназія діяла до січня 1940 року, коли її перетворили на Середню школу № 1 імені Івана Франка.
За період існування в гімназії викладали видатні українські політичні та культурні діячі: Володимир Кузьмович, Михайло Бараник, Володимир Бірчак, Дмитро Бурко, о. Северин Сапрун, Іван Чмола.

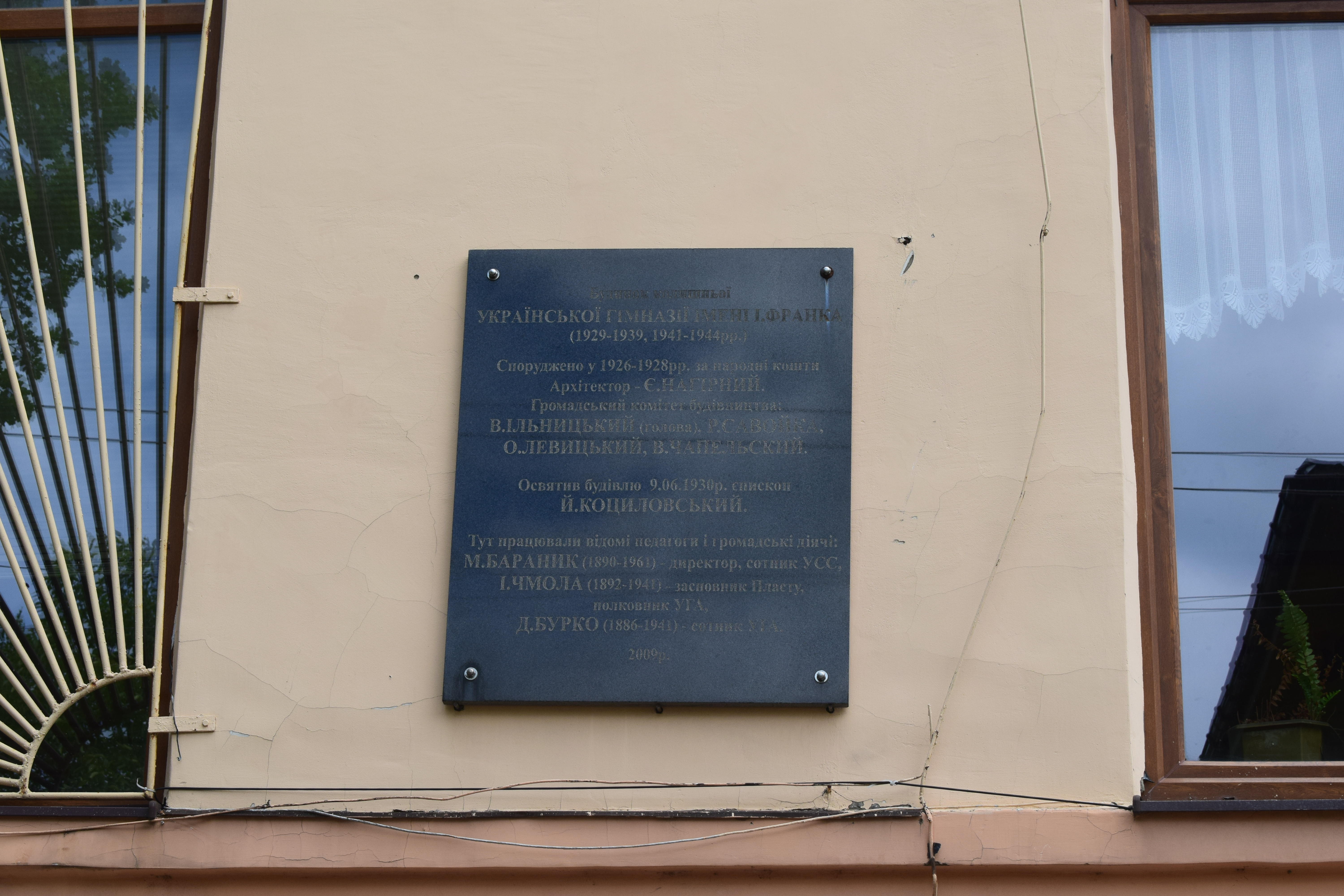
Пам'ятна таблиця встановлена 4 вересня 2009 року на будинку колишньої української гімназії. Напис на ній говорить: «Будинок колишньої гімназії імені І.Франка (1929-1939, 1941-1944 рр.). Споруджено у 1926-1929 рр. за народні кошти. Архітектор — Є. Нагірний. Громадський комітет будівництва: В. Ільницький (голова), О. Левицький, Р. Савойка, В. Чапельський. Освятив будівлю 9.06.1930 р. єпископ Й. Коциловський. Тут працювали відомі педагоги і громадські діячі: М. Бараник (1890-1961) — директор, сотник УСС, І. Чмола (1892-1941) — засновник Пласту, полковник УГА, Д. Бурко (1886-1941) — сотник УГА. 2009 р.»

### Середня школа №1 (1940-2019)
У січні 1940 року Українську приватну гімназію імені Івана Франка та Початкову школу імені Тараса Шевченка об’єднали в Середню школу № 1 імені Івана Франка. Тоді ж при школі відкрили вечірню середню школу для дорослих.
У 1990 році за ініціативи випускників гімназії, які відвідали будівлю колишньої гімназії, було вирішено відсвяткувати 70-річчя української гімназії у 1991 році. Тож у 1991 році організували Всесвітній з’їзд гімназистів у рамках святкування 70-річчя гімназії.
Того ж 1991 року в приміщенні Середньої школи № 1 відкрили музей «Рідна школа», який охоплював історію від Української приватної гімназії до сучасності. Проте згодом музей тимчасово припинив роботу, а відновив її аж 24 жовтня 2002 року.
У 2014 році вийшла друком книга «Дрогобицька українська гімназія імені Івана Франка 1918–1944 рр.».

Подвір'я школи в 2018 році.

### Ліцей №1 (2019-н.ч.)
У 2021 році відбулося святкування 100-річчя української гімназії.
Також у 2021 році відбулася група протестів учителів і батьків учнів ліцею. Метою акцій було протистояння призначенню на посаду директора ліцею колишнього директора Гімназії № 15, яку незадовго до цього ліквідували.
2 травня 2024 року на сесії Дрогобицької міської ради депутати проголосували за те, щоб із 1 вересня 2026 року Ліцей № 1 імені Івана Франка отримав статус гімназії.

## Відомі випускники
- Зенон Коссак (1907-1939) — член УВО та ОУН, один із авторів «44 правила життя українського націоналіста»[8], заступник начальника Генштабу Карпатської Січі. Випускник 1926 року.
- Юлія Ганущак (1915-1997) — підпільниця, член ОУН(б), перша референтка Українського Червоного Хреста Дрогобицької округи ОУН. Випускниця.
- Богдан-Володимир Гаврилишин (1926-2016) — економіст, громадський діяч, меценат, колишній член Римського клубу, іноземний член НАН України, президент Фонду Богдана Гаврилишина. Навчався з 1943 по 1944 роки.
- Мирослав Глубіш (нар.1953) — перший міський голова Дрогобича за незалежності України. Міський голова Дрогобича з 1990 по 1994 роки. Випускник 1968 року.